# 宜寧警察署
宜寧警察署（ウィリョンけいさつしょ）は、慶南地方警察庁所管の警察署である。

## 管轄区域
- 宜寧郡

## 沿革
- 1945年10月21日 - 国立警察発足
- 1988年8月26日 - 現在の庁舎が完成

## 組織
- 警務課
- 生活安全交通課
- 捜査課
- 情報保安課

## 管轄地区隊
- 中部地区隊

## 管轄派出所
- 七谷派出所
- 正谷派出所
- 芝正派出所
- 柳谷派出所
- 富谷派出所
- 華正派出所

## 管轄治安センター
- 大義治安センター
- 嘉礼治安センター
- 龍徳治安センター
- 宮柳治安センター
- 鳳樹治安センター
- 洛西治安センター